# Daniela
Daniela é uma telenovela mexicana produzida por Argos Comunicación e exibida pela Telemundo em 2002..

## Elenco
- Litzy - Daniela Gamboa
- Rodrigo de la Rosa - Mauricio Lavalle
- Osvaldo Benavides - Andres Miranda
- Ximena Rubio - Paola Arango
- Katalina Krueger - Asuncion Farrel
- Marta Zamora - Enriqueta Montijo De Gamboa
- Rene Gatica - Poncho Gamboa
- Pilar Mata - Laura Arango
- Marco Treviño - Osvaldo
- Elizabeth Guindi - Regina Lavalle
- Luis Cardenas - Federico Arango
- Socorro de la Campa
- Teresa Tuccio - Gabriela Arango
- Magali Boysselle - Maria Elena La Nena
- Masha Kostiurina - Marylin Gamboa
- Gustavo Navarro - Larry Campbell
- Alma Frether - Camila Lavalle
- Tara Parra - Chelito Gamboa
- Lucha Moreno
- Claudia Lobo
- Armando Pascual
- Roberto Escobar - Armando Lavalle
- Elvira Monsell - Isabel Miranda